# William Black, Baron Black

Wappen des William Black, Baron Black

William Rushton Black, Baron Black Kt (* 12. Januar 1893 in Barrow-in-Furness, Cumbria; † 27. Dezember 1984) war ein britischer Ingenieur und Unternehmer der Automobilindustrie, der 1968 als Life Peer aufgrund des Life Peerages Act 1958 Mitglied des House of Lords wurde.

## Leben

### Manager der Automobilindustrie
Black absolvierte nach dem Besuch der Barrow Secondary School ein Studium am Barrow Technical College ein und wurde 1908 Mitarbeiter des Maschinenbauunternehmens Vickers, in dem er 1924 Werkdirektor der Vickers-Fabrik in Crayford wurde. 1928 wechselte er als Geschäftsführer zur Weymann-Karosseriefabrik, ehe er 1934 Vorstandsmitglied und Geschäftsführer von Park Royal Vehicles wurde, ein in Park Royal ansässiges Unternehmen, das sich auf Aufbauten von Omnibussen und Schienenfahrzeuge spezialisierte.
1939 wurde Black Chief Executive Officer (CEO) von Park Royay Vehicles und führte in dieser Funktion die Fusion mit dem in Leeds ansässigen Karosseriebauunternehmens Charles H. Roe Ltd zu Park Royal-Roe durch. In der Folgezeit baute er das Unternehmen aus, wobei er auch wichtige Mitarbeiter der Konkurrenzunternehmen Bristol Commercial Vehicles und Eastern Coach Works (ECW) einstellte.
1949 kam es zur Übernahme von Park Royal und Charles H. Roe Ltd durch den Nutzfahrzeughersteller Associated Commercial Vehicles (ACV), dessen Direktor er wurde. Als solcher trug er maßgeblich zum Bau des Doppeldeckerbus-Modells Routemaster bei, das zwischen 1954 und 1968 vom ACV-Tochterunternehmen Associated Equipment Company (AEC) für Transport for London produziert wurde. 1958 wurde er schließlich Geschäftsführender Direktor von ACV. Am 15. Juli 1958 wurde er zum Knight Bachelor geschlagen und führte fortan den Namenszusatz „Sir“.

### Vorstandsvorsitzender von Leyland Motors und Oberhausmitglied
Nach dem Tod von Henry Spurrier am 17. Juni 1964 wurde Black dessen Nachfolger als Vorstandsvorsitzender von Leyland Motors und bekleidete diese Funktion bis zu seiner Ablösung durch Donald Stokes 1968. Darüber hinaus war er Vorsitzender der National Research Development Corporation (NRDC), eine von der britischen Regierung gegründete Einrichtung zur Überführung von Innovationen öffentlicher Forschungseinrichtungen an privaten Unternehmen.
Durch ein Letters Patent vom 21. Juni 1968 wurde Black aufgrund des Life Peerages Act 1958 als Life Peer mit dem Titel Baron Black, of Barrow-in-Furness in the County Palatine of Lancaster, in den Adelsstand erhoben und gehörte damit bis zu seinem Tod dem House of Lords als Mitglied an.

## Wappen
Zu einem auch im Ausland bekannt gewordenen Kuriosum kam es aufgrund seines Wappenschildes: Die hierfür zuständige Behörde erlaubte ihm die Abbildung seines Hundes Fred sowie des Affen Bimbo. Fred, der Schoßhund des frisch Geadelten, war regelmäßig zu Hause ausgerissen und zum nahe gelegenen Chessington-Zoo in Surrey gelaufen, wo ihn der Chauffeur seines Herrn dann mit dem Rolls-Royce abzuholen pflegte. Im selben Zoo, dessen Ko-Direktor Lord Black war, war Bimbo ausgebrochen und erst nach einer vielbeachteten Jagd wieder eingefangen worden. Der Lord, dankbar für die Publicity, beschloss: „Es wäre eine nette Idee, das Pärchen in mein Wappen aufzunehmen.“